# Gabriel Sipowicz
Gabriel Sipowicz (lit. Gabrielius Sipavičius) herbu Lis (zm. 1675) – pisarz ziemski żmudzki, poseł na sejm Rzeczypospolitej Obojga Narodów.

## Biogram
W 1638 rozpoczął studia na Uniwersytecie Krakowskim, zaś jako siedemnastolatek – zgodnie z przekazem Wojciecha Kojałowicza – miał uzyskać tytuł magistra sztuk i filozofii na Akademii Wileńskiej pod kierunkiem Macieja Sarbiewskiego. W 1648 został deputatem ze Żmudzi do Trybunału Litewskiego, w czerwcu tegoż roku uczestniczył w obradach konwokacji wileńskiej. 4 lutego 1649 mianowany na nowo utworzony urząd łowczego żmudzkiego, a 12 lipca 1650 awansował na cześnikostwo żmudzkie. W latach 1653–1654 był poborcą podatków na Żmudzi, a po sejmie w 1655 wziął w arendę na dwa lata podatek czopowego na Żmudzi .
Podczas potopu szwedzkiego, 17 sierpnia 1655, podpisał w Kiejdanach akt poddania Litwy Karolowi X Gustawowi. Niedługo później jednak wystąpił wraz z częścią szlachty przeciw Szwedom i współorganizował powstanie na Żmudzi wiosną 1656 roku. W bitwie pod Szawlami 3 maja 1656 roku jako pułkownik królewski dowodził zaciągniętymi własnym kosztem chorągwiami pieszą i kozacką. Prawdopodobnie w maju kolejnego roku został ciwunem szawdowskim, a 16 marca 1658 otrzymał zgodę na cesję cześnikostwa. W tym samym roku został ponownie wyznaczony na poborcę podatku na Żmudzi, a także uczestniczył w sejmiku relacyjnym w obozie pod Płotelami (24 kwietnia). 28 marca 1661 brał udział w sejmiku przedsejmowym w Rosieniach .
9 września (i ponownie 17 września) 1663 roku został nominowany na stanowisko pisarza ziemskiego żmudzkiego. Był posłem ze Żmudzi na sejmy roku 1664/1665, wiosną 1666 oraz wiosną 1667. Podczas ostatniego z nim został wybrany na deputata do rokowań o darowanie przez Prusy długów Rzeczypospolitej, a także do komisji „ad pretium rerum” (wyceny towarów luksusowych). Był silnie związany ze stronnictwem Paców. 25 lipca 1668 wziął udział w sejmiku relacyjnym w Rosieniach. W roku 1669 uczestniczył w elekcji Michała Korybuta Wiśniowieckiego, a w 1674 podpisał elekcję Jana III Sobieskiego – choć zapewne jak cała frakcja pacowska, nie był jego zwolennikiem. Zmarł w roku 1675 .

## Posiadłości ziemskie
Po rodzicach odziedziczył Warsiady w ciwuństwie korszewskim i Jaszwuny w parafii worniańskiej. Od 15 maja 1652 właściciel Jarwidów w starostwie połongowskim, od 30 maja 1655 – wsi Widełki we włości żorańskiej, a od 1662 – Niewordzian Kłajszyszków . Notowany w taryfie z 1667 roku, gdzie podano także inne dobra:

Sipowicz Gabriel ciwun szowdowski, pisarz ziem[ski] żmudzki z dzierżaw swoich ciwuństwa szowdowskiego po zł 5. Ze wsi Tarwidów w starostwie połongowskim, ze wsi Widejk w starostwie żmudzkim, ze wsi Sidor w ciwuństwie wieszwiańskim, ze wsi Pławskin w ciwuństwie twerskim na rok po zł 16:19:7 […].

## Rodzina
Należał do żmudzkiej rodziny szlacheckiej pieczętującej się herbem Lis. Był synem Wojciecha Bartłomiejewicza Sipowicza oraz Hanny z Gimbutów. Od 1653 żonaty z Elżbietą ze Stankiewiczów. Ich dziećmi byli :
- Michał (ur. 29 września 1660, zm. 15 lipca 1692 w Poszawszu). Członek Towarzystwa Jezusowego (wstąpił 27 sierpnia 1675 w Wilnie), profesor poetyki w Krożach (1683–84) i Grodnie (1684–85) oraz retoryki i poetyki w Kownie (1689–90 i 1691–92), autor dramatów szkolnych[5].
- Anna Katarzyna, żona Jerzego Józefa Chrząstowskiego, ciwuna gondyńskiego;
- Klara, żona Leona Kazimierza Połubińskiego, ciwuna twerskiego.